# ザ・タウン
『ザ・タウン』（原題：The Town）は、2010年公開のアメリカ映画。チャック・ホーガンの小説『強盗こそ、われらが宿命』を原作とした犯罪スリラー作品で、『ゴーン・ベイビー・ゴーン』以来2本目となるベン・アフレック監督作品である。
第67回ヴェネツィア国際映画祭のコンペティション外で上映された。第23回東京国際映画祭で特別招待作品のクロージング作品として上映された。

## ストーリー
ボストン北東部のチャールズタウン(通称タウン)は銀行強盗の発生率が全米一で、強盗は家業のように親から子へと引き継がれた。強盗一味のリーダーであるダグ（ベン・アフレック）は、この街を出て再出発することを夢見ているが、なまじ腕が立つ為に強盗稼業から抜け出せずにいた。
ケンブリッジ銀行を襲撃し、若い女性支店長のクレア（レベッカ・ホール）を人質に取るダグの一味。免許証を奪ってクレアを解放したが、住所を見るとクレアはタウンの住人だった。顔は見られていないはずだが念の為に彼女に近づくダグ。強盗や人質の経験に怯えるクレアを慰めるうちに、２人は恋に落ちていった。
ダグが優秀なアイスホッケー選手だったことを知るクレア。ダグはプロのチームにドラフトされたが入団は叶わず、強盗に甘んじている男だったのだ。一度は夢に近づいただけに、周囲の人々のような麻薬漬けの屑では終らないというダグの決意は固かった。
FBI捜査官フローリー（ジョン・ハム）は相次ぐ強盗事件を捜査し、ダグの一味の存在を知って証拠はないまま内偵を開始した。そんな中、現金輸送車を襲撃して無数のパトカーに追われるダグの一味。なんとか逃げ切ったものの、フローリー捜査官は「遺留指紋らしきもの」をでっち上げてダグや仲間のジェム（ジェレミー・レナー）を拘束した。だが、指紋など残さなかった自信があるダグ。案の定、ダグたちは無事に釈放された。
強盗から足を洗い、共に街を出ようとクレアを旅に誘うダグ。それを執拗に引き止めるジェム。ダグと兄弟同然に育ったジェムは、ダグの為に殺人を犯し９年も服役した男だった。それでも街を出る覚悟で、元締めである“花屋のファーギー”に会いに行くダグ。
次の仕事は抜けるというダグをファーギーは許さず、昔の秘密を語った。ダグの父親は裏社会のボスであるファーギーの子分だったが裏切った。その報復としてファーギーはダグの母親に麻薬を与え中毒にした。母がそれを苦に自殺したことを初めて知るダグ。ファーギーはダグとクレアの関係も知っており、逆らえばクレアを殺すとダグを脅した。
クレアの身を案じて家に駆け付けるダグ。だが、フローリー捜査官からダグの正体を聞かされたクレアはダグを信じようとしなかった。必死でクレアを説得し、待っていて欲しいと頼んで最後の仕事に向かうダグ。
ジェムの妹でダグに惚れているクリスタに接近するフローリー捜査官。ダグが別の女(クレア)と街を出ると知ったクリスタは、フローリーにダグたちの強盗計画を漏らした。ファーギーが用意した次の仕事は、ボストンの球場フェンウェイ・パークで開催される対メッツ戦の売り上げを奪う大仕事だった。
綿密な計画で売り上げ金350万ドルを奪うダグの一味。だが、逃走したダグたちはFBIと警官隊に包囲された。次々と死んで行く仲間たち。ジェムもダグの目の前で射殺された。ただ１人生き残り、親の敵であるファーギーを殺してからクレアに電話するダグ。だが、クレアの周囲はFBIに固められていた。言外に「来るな」というクレアの声を聞きながら、いつまでもFBIに追われ続ける人生を覚悟して、１人で街を出る決意をするダグ。
家庭菜園の手入れ中に、ダグが埋めた札束入りの鞄を掘り出すクレア。中には、「君なら有効に使える」という、ダグからの別れの手紙が同封されていた。街に残ったクレアは匿名で金を寄付し、使用中止になっていたスケートリンクを再開してアイスホッケー部を復活させた。

## キャスト
ダグ・マクレイ
演 - ベン・アフレック、日本語吹替 - 土田大
強盗団のリーダー。元アイスホッケー選手。
クレア・キージー
演 - レベッカ・ホール、日本語吹替 - よのひかり
ダグらが襲った銀行の支店長。
アダム・フローリー
演 - ジョン・ハム、日本語吹替 - 藤真秀
FBI捜査官。ダグらの起こした事件の捜査を担当。
ジェームズ・“ジェム”・コフリン
演 - ジェレミー・レナー、日本語吹替 - 阪口周平
ダグとは兄弟同然の幼なじみで強盗仲間。荒っぽい性格で人殺しも辞さない。
クリスタ・コフリン
演 - ブレイク・ライヴリー、日本語吹替 - 花村さやか
ジェムの妹。ダグの元恋人。幼い娘を抱えている。
アルバート・“グロンジー”・マグローン
演 - スレイン、日本語吹替 - 奈良徹
ダグの強盗仲間。運転手。大柄。
デズモンド・“デズ”・エルデン
演 - オーウェン・バーク
ダグの強盗仲間。電気系統担当。
ディノ・シャンパ刑事
演 - タイタス・ウェリヴァー、日本語吹替 - 浦山迅
ボストン警察の刑事。地元出身でダグとは旧知の仲。
ダグからは裏切り者扱いされている。
ファーガス・“ファーギー”・コルム
演 - ピート・ポスルスウェイト、日本語吹替 - 中博史
表向きは花屋。ダグらの親の代から地元を仕切っているボス。
スティーヴン・マクレイ
演 - クリス・クーパー、日本語吹替 - 小川真司
ダグの父親。服役中。

## 製作
2008年9月、ワーナー・ブラザースが小説を映画化する為にベン・アフレックと交渉中であることが報じられた。2009年8月末にマサチューセッツ州ボストンで撮影が始まった。

## 評価
北米では公開初週末3日間で2380万8032ドルを稼いで初登場1位となり、また、それだけでベン・アフレック監督の前作『ゴーン・ベイビー・ゴーン』の累計興行収入を上回った。
Rotten Tomatoesによると、94%（191名中180名）の評論家が本作に肯定的な評価を下し、また平均点は10点満点で7.7点となった。
第83回アカデミー賞でジェレミー・レナーが助演男優賞にノミネートされた。

## ソフト化
日本ではワーナー・ブラザース・ホームエンターテイメントより発売。
- ザ・タウン ブルーレイ&DVDセット＜エクステンデッド・バージョン＞（2枚組、2011年7月20日発売・初回限定生産）
  - ディスク1：本編Blu-ray
    - 本編：劇場公開版本編と未公開シーンを追加した本編エクステンデッド・バージョンの2種類を収録
    - 映像特典
      - フォーカス・ポイント
        - 銀行強盗事件の再現
        - チャールズタウン：強盗の温床
        - ノースエンドでの銃撃戦
        - “タウン”に生きる人々
        - 監督/主演 ベン・アフレック
        - ボストンの“大聖堂”フェンウェイ・パーク

      - フォーカス・ポイント機能付き本編（劇場公開版本編のみ、フォーカス・ポイントのアイコン表示箇所でリモコンの決定ボタンを押すと再生可能）
      - 未公開マーク付き本編（本編エクステンデッド・バージョンのみ、劇場公開版と異なるシーンで未公開マークを表示可能）

    - 音声特典
      - オーディオコメンタリー（監督・脚本・出演：ベン・アフレック / 劇場公開版本編、及び本編エクステンデッド・バージョンの両方に収録）

  - ディスク2：本編DVD
    - 本編：劇場公開版本編を収録
    - 映像特典
      - “タウン”に生きる人々
      - 監督/主演 ベン・アフレック

  - 封入特典
    - オリジナルブックレット
- ザ・タウン ブルーレイ＜エクステンデッド・バージョン＞（1枚組、2012年4月25日発売）
  - 映像・音声特典：ブルーレイ&DVDセット・ディスク1と同様
- ザ・タウン DVD（1枚組、2012年4月25日発売）
  - 映像特典：ブルーレイ&DVDセット・ディスク2と同様
- ザ・タウン ＜4K ULTRA HD&ブルーレイセット＞（2枚組、2016年12月21日発売）
  - ディスク1：本編4K ULTRA HD Blu-ray
    - 本編：劇場公開版本編を収録
    - 音声特典
      - オーディオコメンタリー（監督・脚本・出演：ベン・アフレック）

  - ディスク2：本編Blu-ray（既発版と共通）
  - 特製スリーブケース付き